# Chi Carinae
Chi Carinae (χ Car) – gwiazda w gwiazdozbiorze Kila, znajdująca się w odległości około 455 lat świetlnych od Słońca.

## Charakterystyka
Jest to gorąca błękitna gwiazda ciągu głównego należąca do typu widmowego B. Ma temperaturę około 18 000 K i jest 2375 razy jaśniejsza od Słońca. Jej promień jest 5 raza większy niż promień Słońca, a masa 6,7 raza większa niż masa Słońca. Przy tej masie okres syntezy wodoru w hel w jądrze trwa 45 milionów lat, Chi Carinae jest bliska jego końca, ale jeszcze nie stała się podolbrzymem. Gwiazda ta była klasyfikowana jako gwiazda zmienna typu Beta Cephei, jednak nie wykazuje zmienności. Była uznana za gwiazdę osobliwą chemicznie, ale precyzyjne analizy widma przeczą temu. Została także zaliczona do asocjacji Skorpiona–Centaura, ale nie należy do niej i jest całkowicie samotna.